# Francisco Pérez Guarner
Francisco Pérez Guarner (Manuel, (Ribera Alta), 1787 - Madrid, 11 d'octubre, 1822) fou un músic germà gran de Calixto Pérez Guarner, també músic.
A Xàtiva, i sota la direcció del mestre de capella de la seva Col·legiata, Morata García, va fer els estudis musicals, i als divuit anys dominava l'orgue i la composició. Llavors el 1805 es presentà a oposicions per al magisteri de capella de l'església de Sant Nicolau d'Alacant. No aconseguí el primer lloc de la terna, més malgrat això, per la popularitat de què gaudia, fou nomenat per la mestressa; protestà davant l'Ajuntament d'Alacant el contrincant José Alexandre, que anava proposat pel primer lloc, apel·lant al Consell de Castella, previ dictamen, el Consell anul·là el nomenament de Francisco i disposà que es donés possessió de la plaça a Alexandre (1807).
De moment Francisco callà, però utilitzant més endavant els esdeveniments polítics aconseguí del Govern de la regència que se li restituís del càrrec del que se l'havia tret (1811). Llavors es dedicà a regir el seu ministeri, fins que morí a la capital d'Espanya, substituint-lo de manera interina el seu germà Calixto, i ja de manera oficial el 1824 agafà el càrrec José Vasco. Francisco fou el primer que tingué una Acadèmia de música gratuïta per als pobres de la ciutat.
A l'Arxiu de Sant Nicolau d'Alacant, s'hi conserven les obres següents: Miserere (1806), Te Deum (1812), tres Misses, dues Lamentacions, dos salms, Dixit Dominus i Beatus vir, i una missa de Rèquiem.